# Ithomia xenos
Ithomia xenos är en fjärilsart som beskrevs av Bates 1866. Ithomia xenos ingår i släktet Ithomia och familjen praktfjärilar. Inga underarter finns listade i Catalogue of Life.